# Maiky Fecunda
Maiky Fecunda (Willemstad, 4 agosto 1995) è un calciatore olandese, difensore del VV Gestel.